# Vincent Gallagher
Pour les articles homonymes, voir Gallagher.
Vincent Gallagher, né le 30 avril 1899 à Brooklyn et mort le 27 juin 1983 à Miami, est un rameur d'aviron américain.

## Palmarès

### Jeux olympiques
- Anvers 1920
  -  Médaille d'or en huit[1].